# Zámek Mirabell
Palác či zámek Mirabell (německy Schloss nebo Palais Mirabell) je neoklasicistní budova s přilehlými zahradami v centru Salcburku v Rakousku. Palác včetně zahrad je uveden na seznamu kulturní dědictví UNESCO jako součást historického jádra města.

## Dějiny

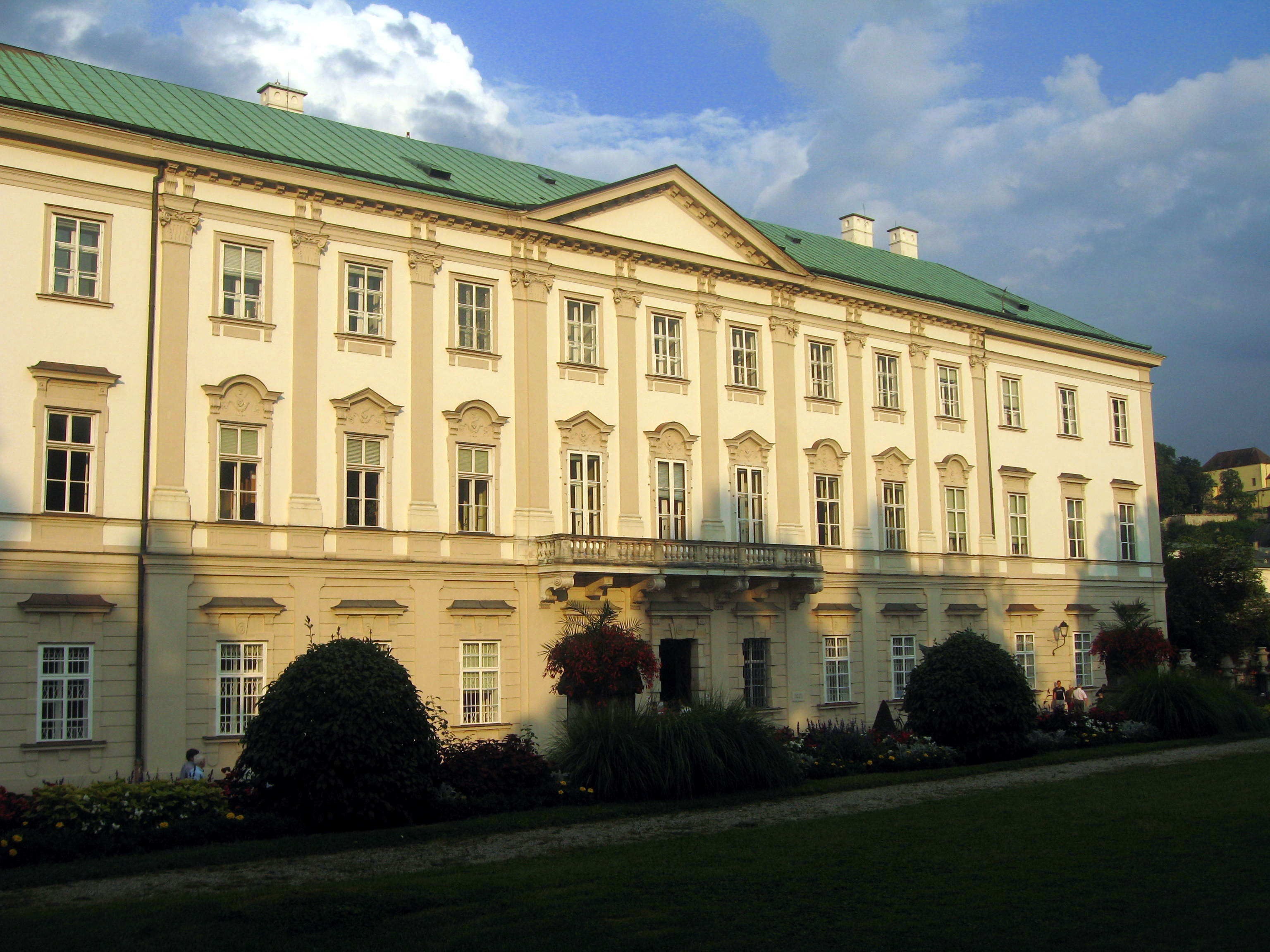
Palác Mirabell, Salcburk

Palác byl vystavěn kolem roku 1606 za středověkými hradbami města Salcburk podle italského a francouzského vzoru, z podnětu knížete-biskupa Volfa Dětřicha z Raitenau pro jeho družku (či tajnou manželku) Salome Altovou, s níž měl 15 potomků.
Když byl von Raitenau roku 1612 sesazen a uvězněn, Altová i s rodinou byla vyhnána. V roce 1710 byl palác přestavěn ve velkolepém barokním slohu podle návrhu Johanna Lukase von Hildebrandta. V této době palác také dostal své současné jméno Mirabella (italsky mirabile = úžasný, obdivuhodný, bella: „krásná“, „úchvatná“).
Současný novoklasicistní vzhled paláce je zhruba z roku 1818, kdy byl palác obnoven po požáru.
Na začátku 19. století v paláci pobýval wittelsbašský korunní princ Ludvík I. Bavorský coby místodržící tehdejšího Salcburského vévodství a 1. června 1815 se zde narodil jeho syn Ota Bavorský, pozdější řecký král Ota I.

## Zahrady

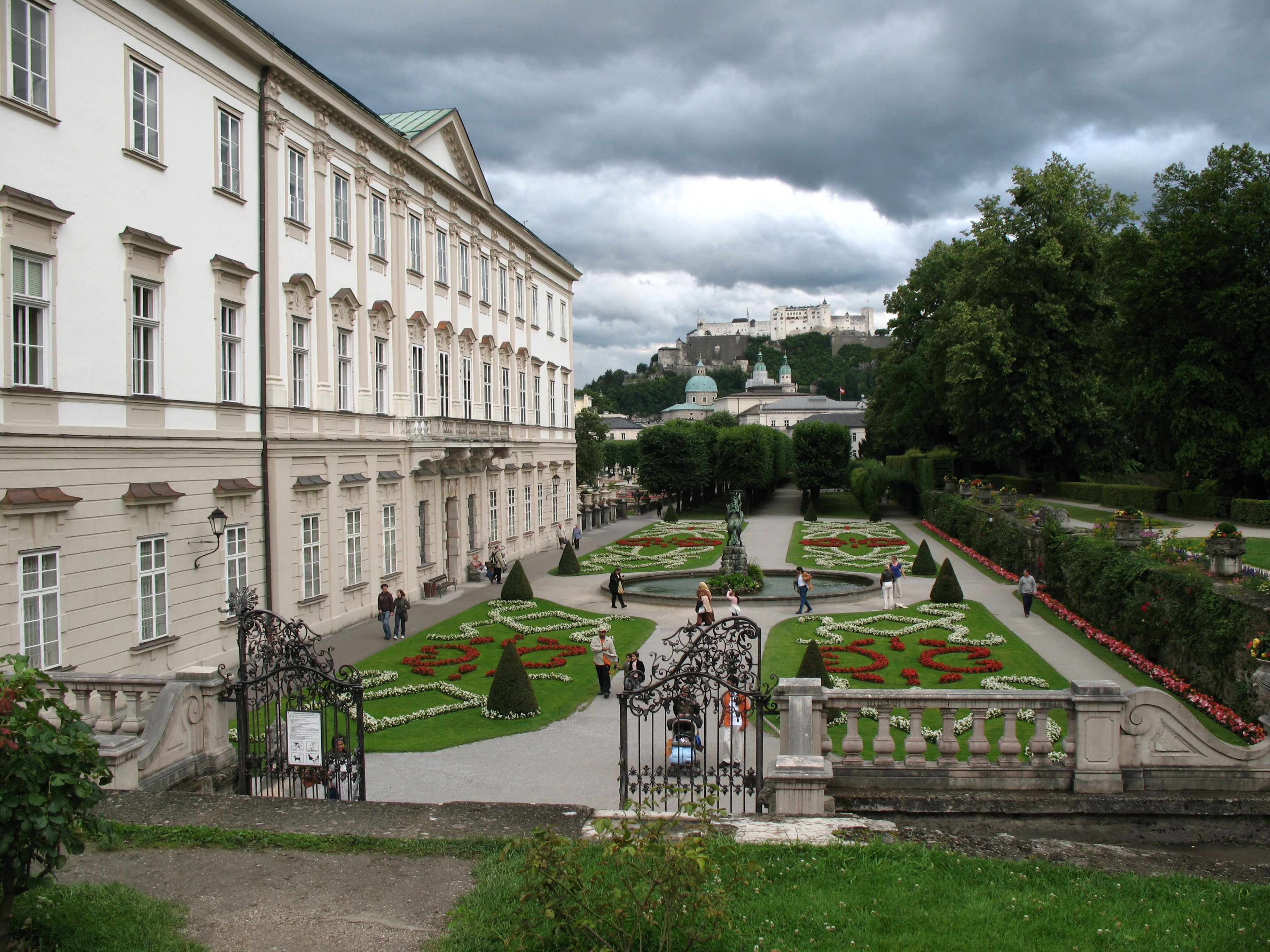
Palác Mirabell a zahrady

Zámecká zahrada je formována geometricky. Nachází se tu čtyři skupiny soch (Aineiás, Héraklés, Paris a Pluto) od italského sochaře Ottavia Mosta z roku 1690 a další skulptury se starořeckými mytologickými náměty z let okolo 1730.
V zahradách jsou také zimostrázy známé svým vzhledem.

## Film
Bylo zde natočeno několik scén z filmu Za zvuků hudby. Maria a děti zpívají 'Do-Re-Mi' a přitom tančí okolo koňské fontány a jednotlivé schody používají jako hudební stupnice.

## Další využití
Palác Mirabell je také oblíbeným místem konání svateb.